# 2005-ös Nickelodeon Kids’ Choice Awards
Ez a tizennyolcadik Nickelodeon Kids’ Choice Awards. amelyet 2005. április 2-án rendeztek Pauley Pavilion, Los Angeles, Kaliforniában.

## Fellépők
- Will Smith - Switch
- Simple Plan - Shut Up!

## Győztesek és jelöltek

### Kedvenc filmszínész
- Adam Sandler - Az 50 első randi
- Jim Carrey - Lemony Snicket - A balszerencse áradása
- Tim Allen - Kelekótya karácsony
- Tobey Maguire - Pókember 2

### Kedvenc filmszínésznő
- Hilary Duff - Los Angeles-i tündérmese
- Drew Barrymore - Az 50 első randi
- Halle Berry - A Macskanő
- Lindsay Lohan - Bajos csajok

### Kedvenc film
- A Hihetetlen család
- Harry Potter és az azkabani fogoly
- Shrek 2.
- Pókember 2

### Kedvenc hang egy animációs filmből
- Will Smith - Cápamese
- Cameron Diaz - Shrek 2.
- Eddie Murphy - Shrek 2.
- Mike Myers - Shrek 2.

### Kedvenc Tv színész
- Romeo Miller - Romeo!
- Bernie Mac - The Bernie Mac Show
- Ashton Kutcher - Azok a 70-es évek show
- Frankie Muniz - Már megint Malcolm

### Kedvenc Tv színésznő
- Raven-Symoné - That’s So Raven
- Alyssa Milano - Bűbájos boszorkák
- Eve - Eve
- Hilary Duff - Lizzie McGuire

### Kedvenc Tv show
- American Idol
- Drake és Josh
- Fear Factor
- Lizzie McGuire

### Kedvenc rajzfilm
- SpongyaBob Kockanadrág
- Ed, Edd és Eddy
- Tündéri keresztszülők
- A Simpson család

### Kedvenc együttes
- Green Day
- Destiny’s Child
- The Black Eyed Peas
- Outkast

### Kedvenc férfi énekes
- Usher
- Chingy
- Nelly
- LL Cool J

### Kedvenc női énekes
- Avril Lavigne
- Alicia Keys
- Beyoncé
- Hilary Duff

### Kedvenc dal
- Usher - Burn
- Britney Spears - Toxic
- Usher és Alicia Keys - My Boo
- Destiny’s Child - Lose My Breath

### Kedvenc videó játék
- Shrek 2.
- Scooby Doo 2.: Szörnyek póráz nélkül
- Cápamese
- Pókember 2

### Kedvenc könyv
- A balszerencse áradása
- Az idő rabjai
- Stanley, a szerencse fia
- Harry Potter

### Kedvenc sportoló
- Tony Hawk
- Alex Rodriguez
- Mia Hamm
- Shaquille O’Neal

### Híresség rejtett tehetsége díj
- Jamie Foxx

### Wannabe díjas
- Queen Latifah

## Nyálkás hírességek
- Will Ferrell
- Johnny Depp
- Ben Stiller

## Fordítás
- Ez a szócikk részben vagy egészben  a(z)   2005 Kids' Choice Awards című angol Wikipédia-szócikk ezen változatának fordításán alapul.  Az eredeti cikk szerkesztőit annak laptörténete sorolja fel. Ez a jelzés csupán a megfogalmazás eredetét és a szerzői jogokat jelzi, nem szolgál a cikkben szereplő információk forrásmegjelöléseként.